# مطار قرطبة
مطار قرطبة (بالإسبانية: Aeropuerto de Córdoba) هو مطار يقع على بعد 6 كيلومتر من منطقة الأعمال المركزية لمدينة قرطبة، الأندلس، إسبانيا.

## تاريخ

### التأسيس والسنوات الأولى
في أواخر الخمسينيات من القرن العشرين، قامت مجموعات وأفراد مختلفون في قرطبة بالترويج لحملة لبناء مطار تجاري. ولم تحظ المبادرة باهتمام كبير من وزارة القوات الجوية. ولهذا السبب، كان على مجلس مدينة قرطبة، بتوجيهات من رئيس البلدية أنطونيو كروز كوندي والمهندس المعماري خوسيه ريبولو ديسينتا، أن يتولى مسؤولية التمويل. تمت الموافقة على المشروع من قبل مجلس الوزراء في 14 سبتمبر 1956، على أن يتم نقل المطار إلى الدولة بمجرد اكتمال الأعمال.
تم افتتاح المطار في 25 مايو 1958، على الرغم من أن تصريح الحركة الجوية لم يصل إلا في أكتوبر. في 5 نوفمبر، تمت أول رحلة إلى مدريد مع شركة أفياكو، باستخدام طائرة هيرون ذات الاثني عشر مقعدًا وأربعة محركات، والتي تم استبدالها لاحقًا بطائرة دوغلاس دي سي-3. تم افتتاح خط قرطبة-شريش في عام 1960، على الرغم من أن ربحيته المنخفضة أجبرت مجلس مدينة قرطبة والمجلس الإقليمي على دفع نصف النفقات لصيانته.
في عام 1965، وكما هو مبين في اتفاقية بنائه، أصبح المطار جزءًا من التراث الوطني، حيث كان تابعًا لوزارة الطيران. بعد مشاكل اقتصادية خطيرة، توقفت شركة أفياكو عن العمل في المطار في عام 1967، على الرغم من أنها عادت بعد عامين بسبب دعم 60٪ من المقاعد من قبل المجلس الإقليمي. ومع ذلك، في عام 1980، أنهت شركة أفياكو نهائياً خطوطها التجارية في قرطبة. وفي نفس العام، جرت عملية توسيع وإعادة تصميم المطار. في عام 1983، بدأت شركة كوندال الميورقية في تشغيل رحلات جوية إلى مدريد وبالما دي مايوركا، على الرغم من أنها لم تعمل إلا لمدة عامين. في عام 1995، كان هناك توسع آخر للمدرج.

### التطوير منذ عام 2000
لفترة قصيرة، في عام 2008، قامت شركة طيران فلاي سور بتشغيل رحلات جوية من هذا المطار إلى فيغو وبرشلونة وبلباو، وكانت الخطوط المنتظمة الوحيدة التي غادرت منه منذ فترة طويلة. في الوقت الحالي، تقدم شركة إسبخو للعمليات الجوية خدمة الأجرة الجوية إلى العديد من الوجهات.
في 31 يوليو 2007، اجتمعت رئيسة بلدية قرطبة، روزا أغيلار، مع نائب رئيس البلدية رافائيل بلانكو بيريا، ونائب رئيس البلدية للتخطيط الحضري في عاصمة قرطبة، مع ممثلي إنير (المطارات الإسبانية والملاحة الجوية) بهدف تسريع المقترحات الخاصة بتوسيع المجمع الجوي الواقع على بعد 6 كيلومترات جنوب غرب قرطبة. وتضمنت الاتفاقية إنشاء منصة جديدة وبرج مراقبة جديد وتوسيع المدرج ليصبح طوله 2050 متراً من البداية إلى النهاية (2285 متراً صالحة للاستخدام) وعرضه 60 متراً، مع تشغيل جميع المرافق اللازمة في غضون عامين لاستيعاب الرحلات الجوية التجارية. ولتحقيق هذه الغاية، وافقت إنير على تولي مسؤولية تخصيص الأراضي المحيطة حتى يمكن إكمال العمل في صيف عام 2009.
في منتصف يونيو 2009، تم هدم أكثر من 50% من المنازل المتضررة وتم الانتهاء من بناء برج المراقبة المؤقت بالكامل وانتظار تعيين مراقبي الحركة الجوية. خلال شهر أغسطس 2010، تم إغلاق المدرج للتوسع، مع إمكانية وصول محدودة للمروحيات. وبعد الانتهاء من أعمال توسعة المدرج، أصبحت أبعاد المدرج 2410 أمتار طولاً و300 متر عرضاً. في ديسمبر 2014، اعترفت محكمة الحسابات التابعة للاتحاد الأوروبي بأن أموالاً طائلة قد أُهدرت في توسعة العديد من المطارات في إسبانيا، ومن بينها مطار قرطبة الذي أُدرج كمثال. قدّر مشروع التوسعة إجمالي عدد المسافرين السنويين بنحو 179 ألف مسافر، ولكن في عام 2014 لم يستخدمه سوى 7 آلاف مسافر.
بالنسبة لصيف عام 2024، بدأت نوستروم إير رحلات موسمية إلى كل من لاس بالماس وبالما دي مايوركا نيابة عن شركة أيبيريا.

## وصف
يضم المطار مدرجين:

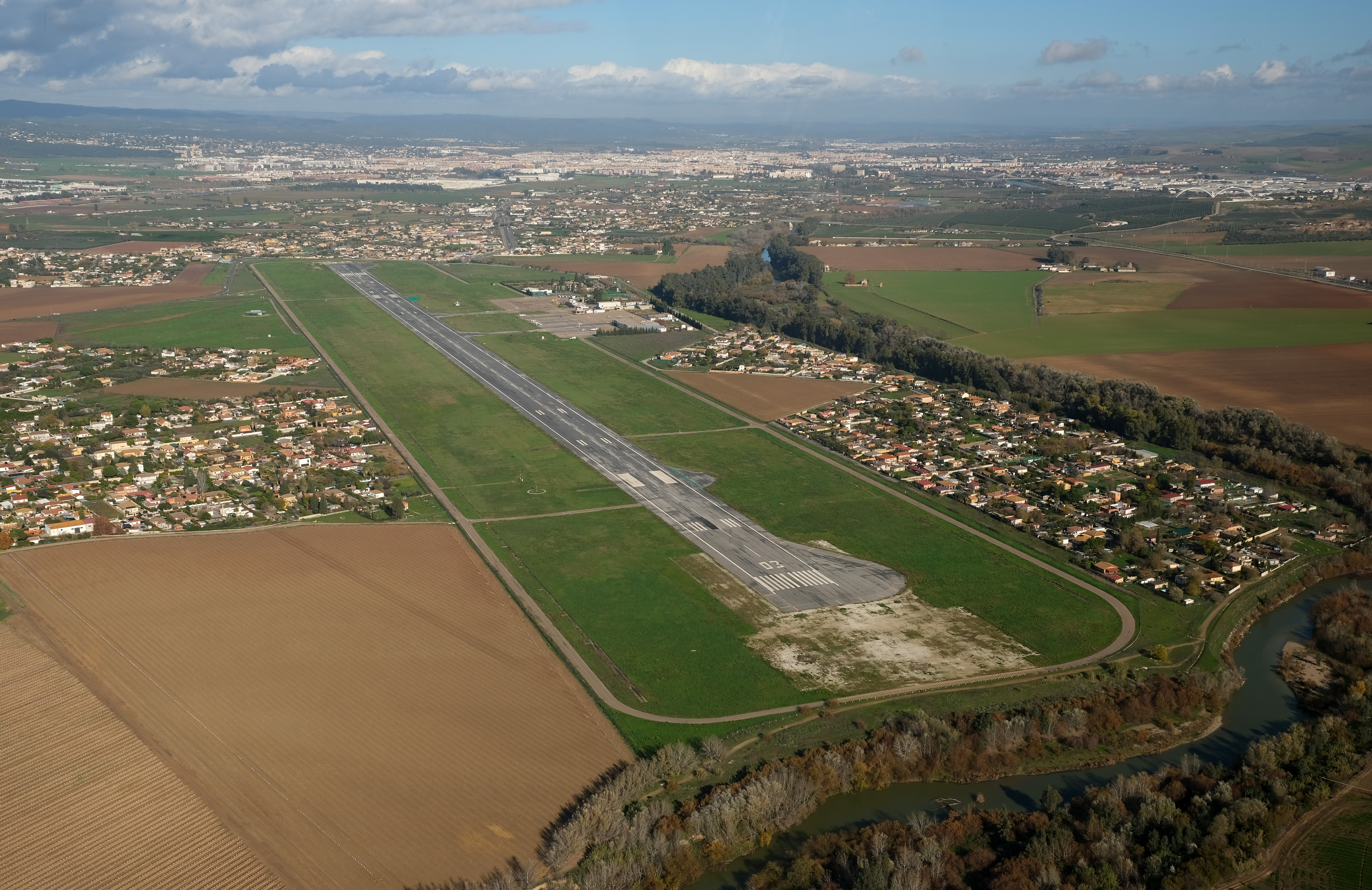
منظر جوي

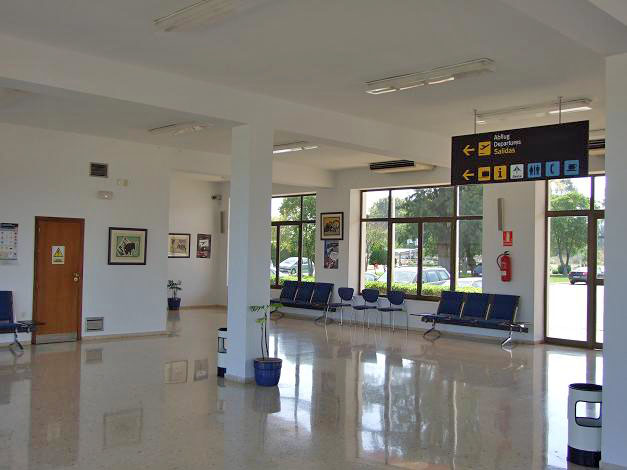
الجزء الداخلي للمحطة

RWY03 يبلغ طوله 2,076 مترًا وعرضه 45 مترًا.
RWY21 يبلغ طوله 2,241 متراً وعرضه 45 متراً.
كما يضم منصة تبلغ مساحتها حوالي 43 ألف متر مربع. يقع مبنى الركاب في الطابق الأرضي من المبنى الرئيسي ويتضمن منطقة المغادرين والقادمين والكافتيريا والخدمات ومكاتب الإدارة. ويضم المطار أيضًا مبنى خدمات ومنطقة طيران عام تضم حظائر ومستودعات ومكاتب. تتكون حركة المرور في مطار قرطبة بشكل أساسي من رحلات الطيران العام. في عام 2008، تمكن من استقبال 22268 مسافرًا، مع موسمية ملحوظة للغاية في أشهر الصيف، مما يجعله أحد المطارات العامة في إسبانيا ذات أقل حركة ركاب. لا يؤثر المطار بشكل كبير على نشاط مدينة قرطبة أو المقاطعة بشكل عام بسبب غياب الرحلات الجوية المنتظمة. وهذا له تأثير كبير على مستشفى جامعة رينا صوفيا بسبب عدد عمليات زرع الأعضاء التي يتم إجراؤها في هذا المركز الصحي حيث يتم توصيل الأعضاء عن طريق الجو.

## العمليات
المطار مفتوح لحركة الطيران الوطنية والدولية من الدول الموقعة على اتفاقية شينجن، ويقدم خدمة AFIS (خدمة معلومات الطيران في المطار). يُستخدم بشكل رئيسي من قبل شركات المعالجة الزراعية، نقل الأعضاء، الرحلات العسكرية، الرحلات المستأجرة، التصوير الجوي، دورات الطيران، مدارس القفز بالمظلات، وأعمال جوية أخرى.

## شركات الطيران والوجهات
تُشغل شركات الطيران التالية رحلات منتظمة وعارضة في مطار قرطبة:
| شركـات طيـران | الوجهات                                      |
| ------------- | -------------------------------------------- |
| بينتر كنارياس | موسمية: كناريا الكبرى (تبدأ في 1 أبريل 2025) |
| أيبيريا       | موسمية: كناريا الكبرى، ميورقة                |